# George E. Pugh

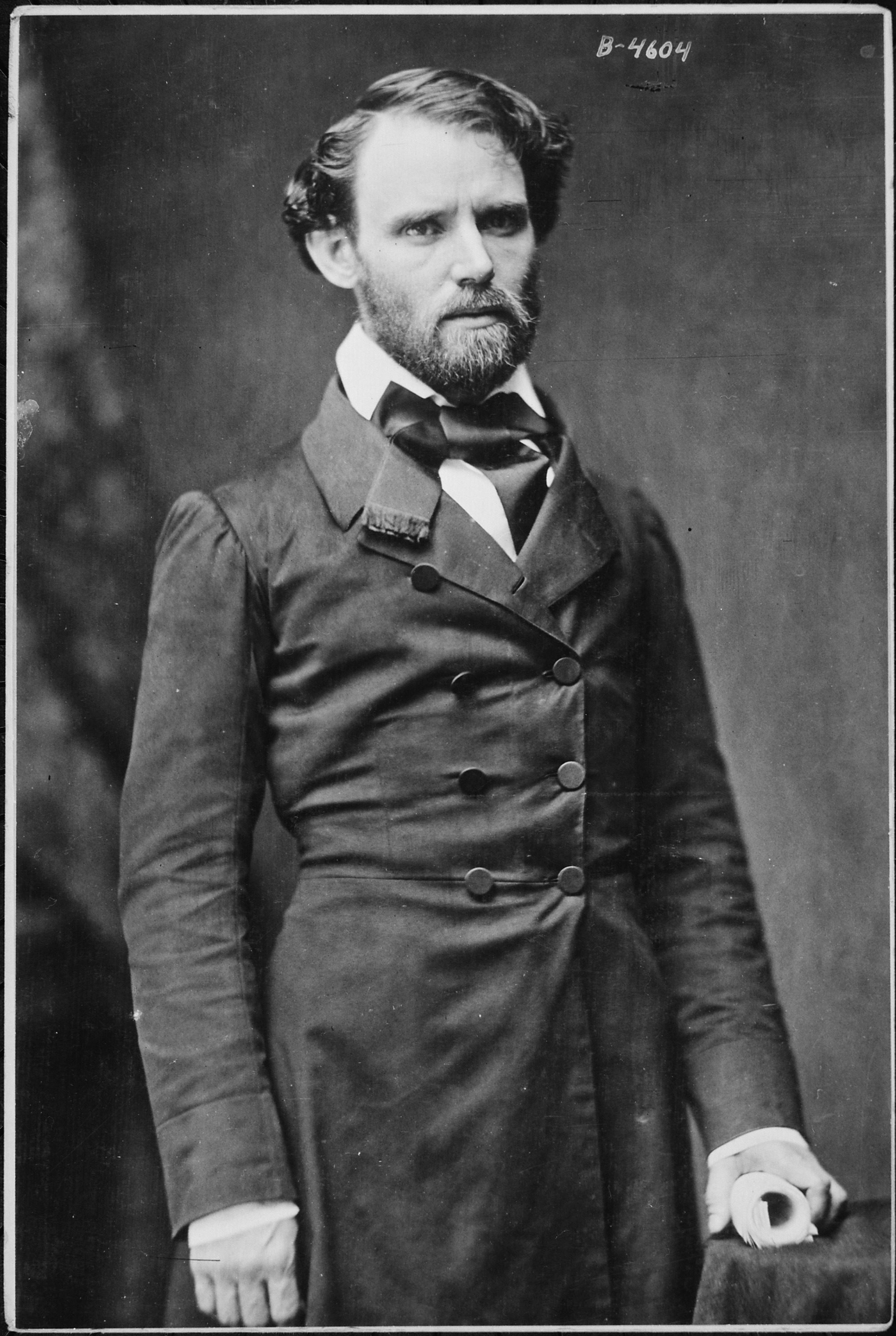
George E. Pugh

George Ellis Pugh (* 28. November 1822 in Cincinnati, Ohio; † 19. Juli 1876 ebenda) war ein US-amerikanischer Jurist und Politiker (Demokratische Partei). Von 1852 bis 1854 war er Attorney General von Ohio, von 1855 bis 1861 vertrat er seinen Bundesstaat im Senat der Vereinigten Staaten.

## Biografie
Pugh wurde in Cincinnati als Sohn von Anthony Pugh geboren. Dessen Vorfahren waren walisische Einwanderer. Er studierte an der Miami University Jura. 1843 eröffnete er eine Anwaltskanzlei in Cincinnati. Am Mexikanisch-Amerikanischen Krieg war er als Soldat beteiligt. Im Repräsentantenhaus von Ohio saß er von 1848 bis 1850. 1852 wurde er zum Attorney General von Ohio berufen. Dieses Amt übte er bis 1854 aus.
1855 wurde er als Nachfolger von Salmon P. Chase in den Senat gewählt. Chase konnte ihm den Sitz 1861 wieder abnehmen und zog erneut in den Senat ein. 1863 und 1864 verlor er zwei Wahlen. Er wollte Vizegouverneur von Ohio werden, verlor aber gegen Charles Anderson. Ebenso erfolglos kandidierte er für einen Sitz im US-Repräsentantenhaus. Er zog sich aus der Politik zurück und praktizierte bis zu seinem Tod wieder als Rechtsanwalt.
George Pugh hatte drei Brüder und eine Schwester. 1840 heiratete er Theresa Chalfant, mit der er drei Kinder hatte. Er liegt auf dem Spring Grove Cemetery in Cincinnati begraben.